# Албанский франк
Албанский франк или франг (алб. frank, frang) — денежная единица Албании с 1926 по 1947 год.

## История
До 1926 года в Албании обращались турецкие монеты, а также итальянские, греческие и австро-венгерские банкноты и монеты. Уже в первые годы после окончания Первой мировой войны поднимался вопрос о создании национального банка, но нестабильная обстановка в стране, часто меняющиеся правительства и хозяйственный хаос не внушали доверия потенциальным инвесторам. После прихода к власти группировки Ахмета Зогу ситуация в стране начала налаживаться. 21 января 1925 года была торжественно провозглашена республика, а 15 марта 1925 года министр финансов Мюфид Либохова и представитель итальянских финансовых кругов Марио Альберти подписали конвенцию об учреждении Национального банка Албании. Банк получил исключительное право на эмиссию банкнот и чеканку монет.
25 июня 1925 года национальной валютой Албании объявлен албанский франк с золотым содержанием 0,290323 г чистого золота, равным золотому содержанию французского франка. Албанский франк выпущен в обращение в феврале 1926 года.
Первоначально на банкнотах указывалось название денежной единицы — золотой франк (алб. Frank ar), с 1935 года Frang ar, с 1939 года — Frang. Чеки Национального банка Албании образца 1943—1945 годов выпускались с двумя вариантами названия валюты — Frang ar и Frang.
1 франк = 100 золотых киндаров (алб. Qindar ar). 1/5 франка являлся лек (алб. Lek), равный 100 киндаров лека (алб. Qindar leku). Таким образом 1 франк = 5 лекам = 100 золотых киндаров = 500 киндаров лека.
Албанский франк стал одной из самых надёжных валют Европы межвоенного периода. Курс франка до 1939 года оставался на уровне золотого содержания 1925 года: 1 доллар США = 5,183 франка, а после девальвации доллара в январе 1934 года — 1 доллар = 3,06 франка.
После итальянской оккупации Албании франк был прикреплён к итальянской лире: 1 франк = 6,25 лиры.
В 1943 году, после немецкой оккупации Албании, франк был прикреплён к рейхсмарке: 1 франк = 0,81 рейхсмарки
После освобождения Албании в целях ограждения страны от притока денег, вывезенных из Албании оккупантами, в период с 27 июня по 8 июля 1945 года было произведено штемпелевание банкнот в 20 и 100 франков, а также денежных чеков Национального банка Албании. В июле 1945 года был установлен курс франка: 1 доллар США = 25 франков.
11 июля 1946 года была проведена денежная реформа, в ходе которой старые банкноты в течение 10 дней были обменены на новые в соотношении 5:1. В этом же соотношении были пересчитаны вклады и текущие счета. Обменивалось не более 5000 франков на семью; суммы, превышающие этот лимит, зачислялись на депозитные счета. Средства государственных и общественных организаций обменивались без ограничений. Курс франка был установлен: 1 доллар США = 2,77 франка.
В период с 11 по 20 июля 1947 года проведена новая реформа, вместо франка был введён албанский лек. Обмен производился в соотношении: 1 франк = 9 леков.

## Монеты[3]
Первые албанские монеты были выпущены в обращение в 1926 году. Все монеты были отчеканены в Италии, на римском монетном дворе (обозначение монетного двора — R).
В 1937 году были выпущены памятные монеты к 25-летию независимости, в 1938 году — к 10-летию правления Зогу I и к его бракосочетанию. После 1938 года монеты во франках не чеканились.
| Изображение      | Номинал          | Диаметр          | Гурт             | Лицевая сторона                      | Оборотная сторона                                           | Металл           |                  |                  |                  |                  |
| Выпуск 1926 года | Выпуск 1926 года | Выпуск 1926 года | Выпуск 1926 года | Выпуск 1926 года                     | Выпуск 1926 года                                            | Выпуск 1926 года | Выпуск 1926 года | Выпуск 1926 года | Выпуск 1926 года | Выпуск 1926 года |
| ---------------- | ---------------- | ---------------- | ---------------- | ------------------------------------ | ----------------------------------------------------------- | ---------------- | ---------------- | ---------------- | ---------------- | ---------------- |
|                  | 2 франка         |                  |                  | Античный сеятель                     | Сидящий орёл с расправленными крыльями                      | Серебро 835      |                  |                  |                  |                  |
|                  | 5 франков        |                  |                  | Профиль Ахмета Зогу                  | Пахарь, погоняющий пару волов                               | Серебро 900      |                  |                  |                  |                  |
|                  | 5 франков        |                  |                  | Профиль Ахмета Зогу                  | Пахарь, погоняющий пару волов                               | Серебро 900      |                  |                  |                  |                  |
|                  | 20 франков       |                  | Рубчатый         | Профиль Георга Кастриоти Скандербега | Лев святого Марка                                           | Золото 900       |                  |                  |                  |                  |
|                  | 100 франков      |                  | Рубчатый         | Профиль Ахмета Зогу                  | Погонщик, управляющий колесницей, запряжённой парой лошадей | Золото 900       |                  |                  |                  |                  |
|                  | 100 франков      |                  | Рубчатый         | Профиль Ахмета Зогу                  | Погонщик, управляющий колесницей, запряжённой парой лошадей | Золото 900       |                  |                  |                  |                  |
|                  | 100 франков      |                  | Рубчатый         | Профиль Ахмета Зогу                  | Погонщик, управляющий колесницей, запряжённой парой лошадей | Золото 900       |                  |                  |                  |                  |
| Выпуск 1927 года |                  |                  |                  |                                      |                                                             |                  |                  |                  |                  |                  |
|                  | 1 франк          |                  |                  | Античный профиль женщины в шлеме     | Нос античного корабля                                       | Серебро 835      |                  |                  |                  |                  |
|                  | 2 франка         |                  |                  | Сеятель                              | Сидящий орёл с расправленными крыльями                      | Серебро 835      |                  |                  |                  |                  |
|                  | 10 франков       |                  | Рубчатый         | Профиль Ахмета Зогу                  | Албанский двуглавый орёл                                    | Золото 900       |                  |                  |                  |                  |
|                  | 20 франков       |                  | Рубчатый         | Профиль Ахмета Зогу                  | Албанский двуглавый орёл                                    | Золото 900       |                  |                  |                  |                  |
|                  | 20 франков       |                  | Рубчатый         | Профиль Георга Кастриоти Скандербега | Лев святого Марка                                           | Золото 900       |                  |                  |                  |                  |
|                  | 100 франков      |                  | Рубчатый         | Профиль Ахмета Зогу                  | Погонщик, управляющий колесницей, запряжённой парой лошадей | Золото 900       |                  |                  |                  |                  |
|                  | 100 франков      |                  | Рубчатый         | Профиль Ахмета Зогу                  | Погонщик, управляющий колесницей, запряжённой парой лошадей | Золото 900       |                  |                  |                  |                  |
|                  | 100 франков      |                  | Рубчатый         | Профиль Ахмета Зогу                  | Погонщик, управляющий колесницей, запряжённой парой лошадей | Золото 900       |                  |                  |                  |                  |
| Выпуск 1935 года |                  |                  |                  |                                      |                                                             |                  |                  |                  |                  |                  |
|                  | 1 франк          |                  |                  | Профиль Зогу I                       | Герб королевства Албания                                    | Серебро 835      |                  |                  |                  |                  |
|                  | 2 франка         |                  |                  | Профиль Зогу I                       | Герб королевства Албания                                    | Серебро 835      |                  |                  |                  |                  |
| Выпуск 1937 года |                  |                  |                  |                                      |                                                             |                  |                  |                  |                  |                  |
|                  | 1 франк          |                  |                  | Профиль Зогу I                       | Герб королевства Албания                                    | Серебро 835      |                  |                  |                  |                  |
|                  | 1 франк          |                  |                  | Профиль Зогу I                       | Герб королевства Албания                                    | Серебро 835      |                  |                  |                  |                  |
|                  | 2 франка         |                  |                  | Профиль Зогу I                       | Герб королевства Албания                                    | Серебро 835      |                  |                  |                  |                  |
|                  | 20 франков       |                  | Рубчатый         | Профиль Зогу I                       | Герб королевства Албания                                    | Золото 900       |                  |                  |                  |                  |
|                  | 100 франков      |                  | Рубчатый         | Профиль Зогу I                       | Герб королевства Албания                                    | Золото 900       |                  |                  |                  |                  |
| Выпуск 1938 года |                  |                  |                  |                                      |                                                             |                  |                  |                  |                  |                  |
|                  | 20 франков       |                  | Рубчатый         | Профиль Зогу I                       | Герб королевства Албания                                    | Золото 900       |                  |                  |                  |                  |
|                  | 20 франков       |                  | Рубчатый         | Профиль Зогу I                       | Герб королевства Албания                                    | Золото 900       |                  |                  |                  |                  |
|                  | 50 франков       |                  | Рубчатый         | Профиль Зогу I                       | Герб королевства Албания                                    | Золото 900       |                  |                  |                  |                  |
|                  | 100 франков      |                  | Рубчатый         | Профиль Зогу I                       | Герб королевства Албания                                    | Золото 900       |                  |                  |                  |                  |
|                  | 100 франков      |                  | Рубчатый         | Профиль Зогу I                       | Герб королевства Албания                                    | Золото 900       |                  |                  |                  |                  |

Монеты в леках выпуска 1926—1947 годов см. в статье Албанский лек

## Банкноты[4][5]
Первые албанские банкноты были выпущены в обращение в 1926 году. Банкнота в 1 франк имела двойной номинал (1 франк — 5 леков), и находилась в обращении всего 10 дней.
В 1939 году на банкнотах в 100 франков 1926 года ставилась надпечатка в виде албанского двуглавого орла поверх портрета короля Албании Ахмета Зогу. Банкнота с надпечаткой находилась в обращении лишь несколько дней.
В 1940 году выпущена банкнота в 100 франков с портретом короля Италии Виктора Эммануила III на водяном знаке. В 1943—1945 годах выпускались чеки Национального банка Албании, обращавшиеся наравне с банкнотами.
Банкноты, выпущенные в обращение в 1945 году, имели прямоугольную надпечатку размером 52×34 мм на лицевой стороне, выполненную чёрной краской. На надпечатке был изображён албанский двуглавый орёл и надпись на албанском языке Государственный банк Албании (алб. Banka e Shtetit Shqiptar). Для надпечатки использовались банкноты номиналом 20 франков 1926 года, 20 франков 1939 года, 100 франков 1940 года и чеки Национального банка Албании 1943—1944 годов. Выпущены были также чеки образца 1945 года. В течение 1945 года чеки всех образцов были изъяты из обращения.
| Изображение          | Изображение       | Номинал           | Размеры (мм)     | Основной цвет    | Описание         | Описание          | Описание            | Дата выпуска в обращение |                  |                  |
| Лицевая сторона      | Оборотная сторона | Номинал           | Размеры (мм)     | Основной цвет    | Лицевая сторона  | Оборотная сторона | Водяной знак        | Дата выпуска в обращение |                  |                  |
| Выпуск 1926 года     | Выпуск 1926 года  | Выпуск 1926 года  | Выпуск 1926 года | Выпуск 1926 года | Выпуск 1926 года | Выпуск 1926 года  | Выпуск 1926 года    | Выпуск 1926 года         | Выпуск 1926 года | Выпуск 1926 года |
| -------------------- | ----------------- | ----------------- | ---------------- | ---------------- | ---------------- | ----------------- | ------------------- | ------------------------ | ---------------- | ---------------- |
|                      |                   | 1 франк - 5 леков | нет данных       | нет данных       | нет данных       | нет данных        | нет данных          | 1926 год                 |                  |                  |
|                      |                   | 5 франков         | нет данных       | нет данных       | нет данных       | нет данных        | нет данных          | 28 февраля 1926 года     |                  |                  |
|                      |                   | 20 франков        | нет данных       | нет данных       | нет данных       | нет данных        | нет данных          | 28 февраля 1926 года     |                  |                  |
|                      |                   | 100 франков       | нет данных       | нет данных       | нет данных       | нет данных        | нет данных          | 20 мая 1926 года         |                  |                  |
| Выпуск 1939 года     |                   |                   |                  |                  |                  |                   |                     |                          |                  |                  |
|                      |                   | 5 франков         | нет данных       | нет данных       | нет данных       | нет данных        | нет данных          | 1939 год                 |                  |                  |
|                      |                   | 20 франков        | нет данных       | нет данных       | нет данных       | нет данных        | нет данных          | 1939 год                 |                  |                  |
|                      |                   | 100 франков       | нет данных       | нет данных       | нет данных       | нет данных        | нет данных          | 1939 год                 |                  |                  |
| Выпуск 1940 года     |                   |                   |                  |                  |                  |                   |                     |                          |                  |                  |
|                      |                   | 100 франков       | нет данных       | нет данных       | нет данных       | нет данных        | Виктор Эммануил III | май 1940 года            |                  |                  |
| Надпечатки 1945 года |                   |                   |                  |                  |                  |                   |                     |                          |                  |                  |
|                      |                   | 20 франков        | нет данных       | нет данных       | нет данных       | нет данных        | нет данных          | 1945 год                 |                  |                  |
|                      |                   | 20 франков        | нет данных       | нет данных       | нет данных       | нет данных        | нет данных          | 1945 год                 |                  |                  |
|                      |                   | 100 франков       | нет данных       | нет данных       | нет данных       | нет данных        | Виктор Эммануил III | 1945 год                 |                  |                  |
| Выпуск 1945 года     |                   |                   |                  |                  |                  |                   |                     |                          |                  |                  |
|                      |                   | 5 франков         | нет данных       | нет данных       | нет данных       | нет данных        | нет данных          | 11 июля 1946 года        |                  |                  |
|                      |                   | 20 франков        | нет данных       | нет данных       | нет данных       | нет данных        | нет данных          | 11 июля 1946 года        |                  |                  |
|                      |                   | 100 франков       | нет данных       | нет данных       | нет данных       | нет данных        | нет данных          | 11 июля 1946 года        |                  |                  |
|                      |                   | 500 франков       | нет данных       | нет данных       | нет данных       | нет данных        | нет данных          | 11 июля 1946 года        |                  |                  |

Банкноты в леках выпуска 1940 года см. в статье Албанский лек